# Eddie Argos
Eddie Argos (ur. 25 października 1979 w Portland jako Kevin Macklin) – brytyjski wokalista, tekściarz, pisarz, malarz i autor komiksów, od 2003 roku członek zespołu indierockowego Art Brut. Znany jest ze swojego charakterystycznego śpiewu mówionego.        

## Życiorys

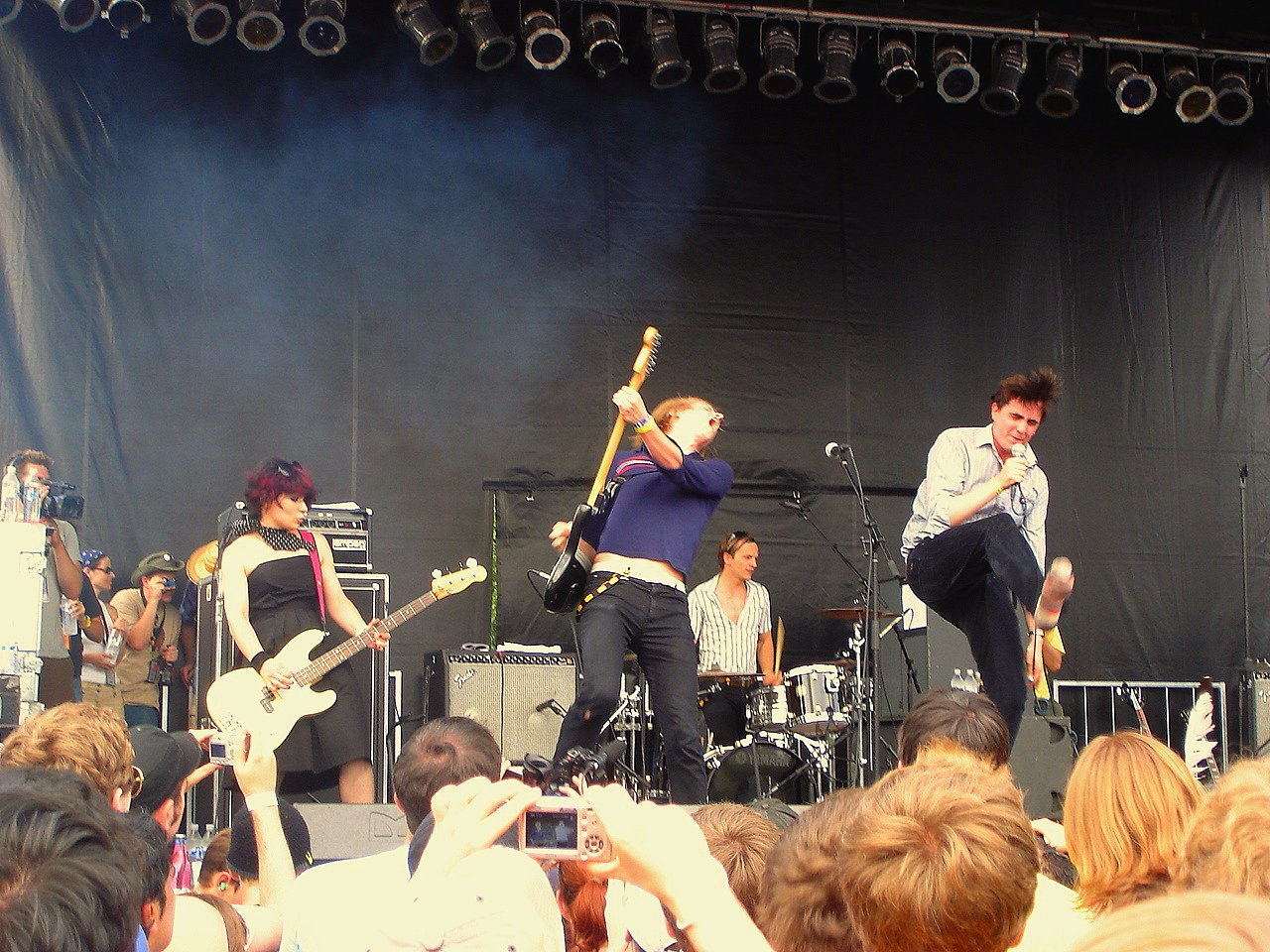
Eddie Argos z zespołem Art Brut na Pitchfork Music Festival 2006

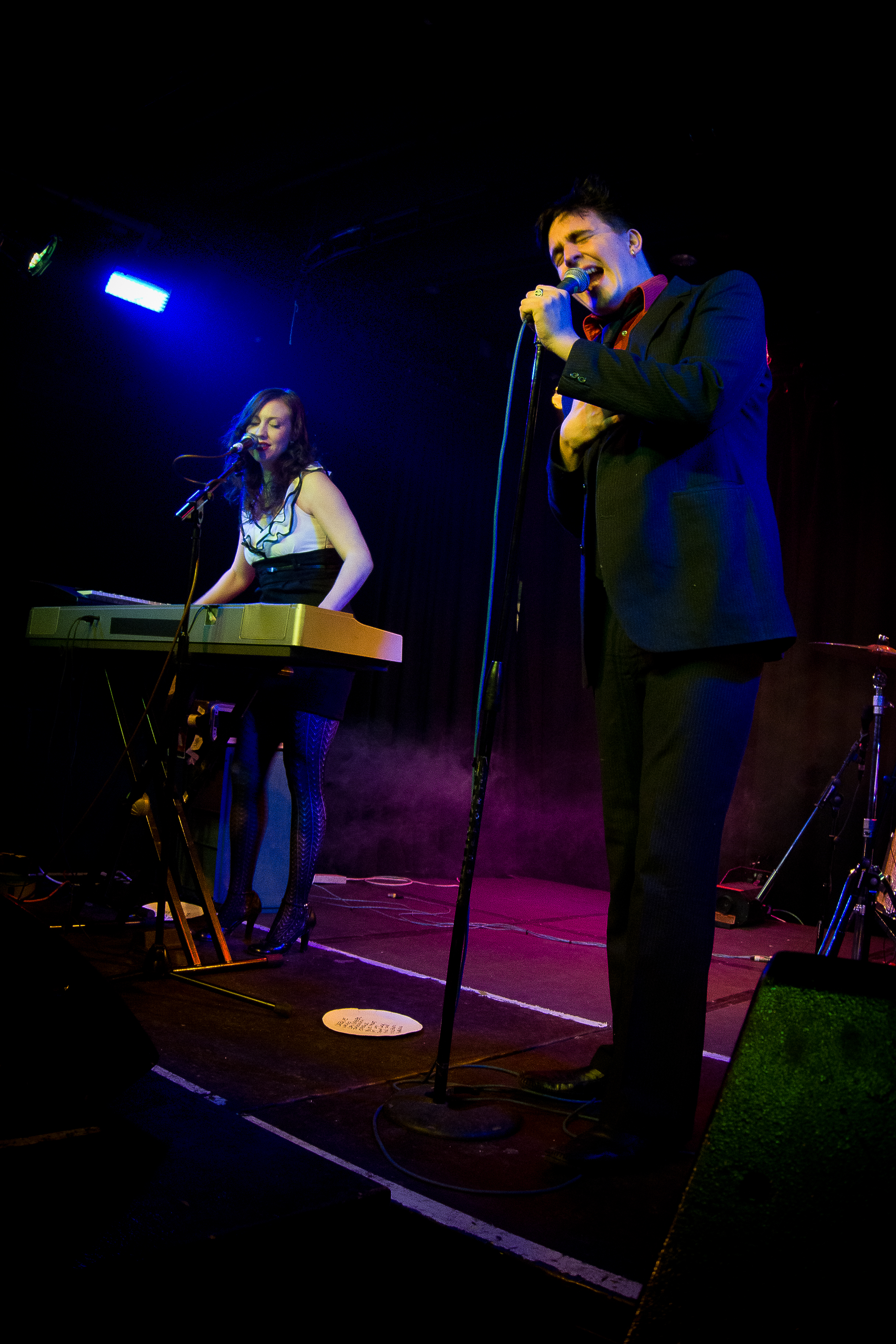
Dyan Valdés i Eddie Argos jako grupa Everybody Was in the French Resistance...Now! na koncercie w londyńskim Dingwalls (2010)

Dorastał w Parkstone w hrabstwie Dorset. Uczęszczał do Poole High School w Poole. W 1996 roku odbył pierwsze próby gry na gitarze. Rok później powołał zespół The Art Goblins, z którym w 1999 roku nagrał pierwszy minialbum I Wanna Be Johnny Dean. W 2001 roku przeprowadził się do Londynu, gdzie po godzinach pracy pisał teksty piosenek dla zespołu Future and The Boy.
W 2003 roku w Londynie w trakcie afterparty dla zespołu Ciccone spotkał gitarzystę Chrisa Chinchillego, z którym wspólnie założył zespół Art Brut. Wkrótce to tej grupy dołączyli: gitarzysta Ian Catskilkin, basistka Frederica Feedback i perkusista Mikey Breyer. Argos został wokalistą, wykonując charakterystyczny mówiony śpiew. Był także tekściarzem, pisząc literackie i autoironiczne piosenki. Wraz z zespołem Art Brut w maju 2005 roku wydał pierwszy studyjny album, Bang Bang Rock & Roll. Następnie, w 2007 roku ukazał się album It's a Bit Complicated, a w 2009 roku Art Brut vs. Satan.
W 2007 roku na łamach The Guardian prowadził własnego bloga muzycznego, a do 2011 roku publikował dla amerykańskiego serwisu rozrywkowego Playback:stl na temat komiksów, w dziale pt. „Pow! To the People!”.
W 2007 roku wspólnie z grupą Black Box Recorder wystąpił w jednorazowym projekcie świątecznym The Black Arts, który wydał singiel „Christmas Number One”, a rok później z zespołem Glam Chops opublikował singiel „Countdown To Christmas / Baby Jesus Was The First Glam Rocker”.
Utworzył ze swoją dziewczyną Dyan Valdés projekt poboczny o nazwie Everybody Was in the French Resistance...Now!. Napisali oni w ciągu kilku tygodni debiutancki album Fixin' the Charts, Vol. 1, który został wydany nakładem Cooking Vinyl w lutym 2010 roku. 3 maja tego samego roku z grupą Future And The Boy wydał minialbum EP Four. Stał także na czele projektu Spoiler Alert, który w 2010 roku wydało minialbum składający się z trzech piosenek o postaciach z komiksów DC: Batmanie, Boosterze Goldzie i Błękitnym Skarabeuszu. 
W 2011 roku z zespołem Art Brut wydał album Brilliant! Tragic!, a 13 maja 2013 roku z grupą The Art Goblins minialbum EP Ten. Również w 2013 roku wziął udział w projekcie Thriftstore Masterpiece, na czele którego stał Charles Normal. 9 lipca tego samego roku miała swoją premierę płyta Trouble Is A Lonesome Town, na której znalazła się piosenka „Peculiar Guy” śpiewana przez Argosa. 
Wspólnie z Amy Mason napisał musical rockowy The Islanders, którego premiera odbyła się w 2013 roku. Jest on autobiografią, opowiadającą ich wspólnej podróży na wyspę Wight, którą odbyli jako nastolatkowie, kiedy to wychodzili i mieszkali razem w kawalerce.
W 2013 roku Argos wydał książkę tekstami piosenek zespołu Art Brut, rok później wspomnienia w publikacji I Formed a Band, a w 2015 roku swój pierwszy pełnometrażowy komiks, Double D, narysowany przez Stevena Horry'ego.
W 2018 roku a zespołem Art Brut wydał Wham! Bang! Pow! Let's Rock Out!, a w okresie pomiędzy wydaniem tej a poprzedniej płyty zespołu przeprowadził się do Berlina. Grał w grupie Haus Band, która wydała cover utworu „She Belongs to Me” w maju 2021 roku, obchodząc w ten sposób urodziny Boba Dylana.
Jest także malarzem. Zaangażował się w projekt artystyczny, polegający na malowaniu okładek ulubionych albumów swoich klientów. Jego dzieła były prezentowane na wystawach, m.in. The Show On The Road w Austin w 2015 roku czy w galerii ReTramp w Neukölln w 2016 roku, a na jego otwarciu zagrał przyjacielem Arne Bussem kilka piosenek.
Mieszka w Berlinie. Ma syna, a także brata, nauczyciela, o którym napisał utwór „My Little Brother” i młodszą siostrę.